# Valerie Jarrett
Valerie Jarrett Bowman (née le 14 novembre 1956) est une avocate et femme d'affaires de Chicago. Elle est surtout connue pour être une des plus anciennes et plus proches conseillères de Barack Obama. Elle fut conseillère pour l'engagement public et les affaires intergouvernementales dans l'administration Obama du 20 janvier 2009 au 20 janvier 2017. Elle était auparavant coprésidente du projet de transition Obama-Biden.

## Famille
Jarrett est née à Shiraz, en Iran de parents américains. Son père, un pathologiste et un généticien dirigeait un hôpital pour enfant au sein d'un programme où des docteurs et experts agricoles américains songeaient à aider des pays en voie de développement. Quand elle avait 5 ans, sa famille s'installa à Londres pour un an puis regagna Chicago en 1963. Son arrière-grand-père a été le premier afro-américain à obtenir un diplôme du Massachusetts Institute of Technology (MIT). Son grand-père, Robert Taylor Homes a été le premier homme noir à la tête de la Chicago Housing Autority (CHA). Son père, le Dr James Bowman, a aussi été le premier noir à pratiquer la médecine à l'hôpital de St. Luke. Sa mère, Barbara T. Bowman, est une éducatrice à la petite enfance. Elle est cofondatrice de l'Institut Erikson pour le développement des enfants.
Mariée en 1983 au Dr. William Robert Jarrett, fils du célèbre reporter afro-américain du Chicago Sun-Times, Vernon Jarrett, elle divorce en 1987. De cette union est née une fille, Laura.

## Éducation
Jarrett est diplômée du Northfield Mount Hermon en 1974. Elle a obtenu une licence en psychologie de l'université Stanford en 1978 et un doctorat de droit de l'école de droit de l'université du Michigan en 1981. 
Enfant, elle parlait le farsi et le français, les deux appris pendant son séjour en Iran.

## Carrière
Jarrett a fait ses débuts dans la politique à Chicago, en 1987 où elle travaillait pour le maire de la ville. Elle a continué à travailler dans le bureau du maire dans les années 1990 où elle embauche en 1991 Michelle Robinson, alors fiancée à Barack Obama. 
Elle est directrice générale chez Habitat Company, une société de développement immobilier qu'elle a joint en 1995. Elle a été membre du conseil d'administration de la Bourse de Chicago de 2000 à 2004, puis élue présidente du CA de 2004 à 2007. 

### Conseillère de Barack Obama
Le 14 novembre 2008, le président Barack Obama a nommé Jarrett au Bureau exécutif du président des États-Unis où elle sera une des principales conseillères de la Maison-Blanche.